# Mordanschlag von Mölln
Der Mordanschlag von Mölln war ein Brandanschlag in der Nacht auf den 23. November 1992 auf zwei von türkischen Familien bewohnte Häuser in der schleswig-holsteinischen Kleinstadt Mölln mit drei Todesopfern und neun Schwerverletzten. Das Verbrechen wurde von zwei Rechtsextremisten verübt und erregte bundesweites Aufsehen.

## Tathergang

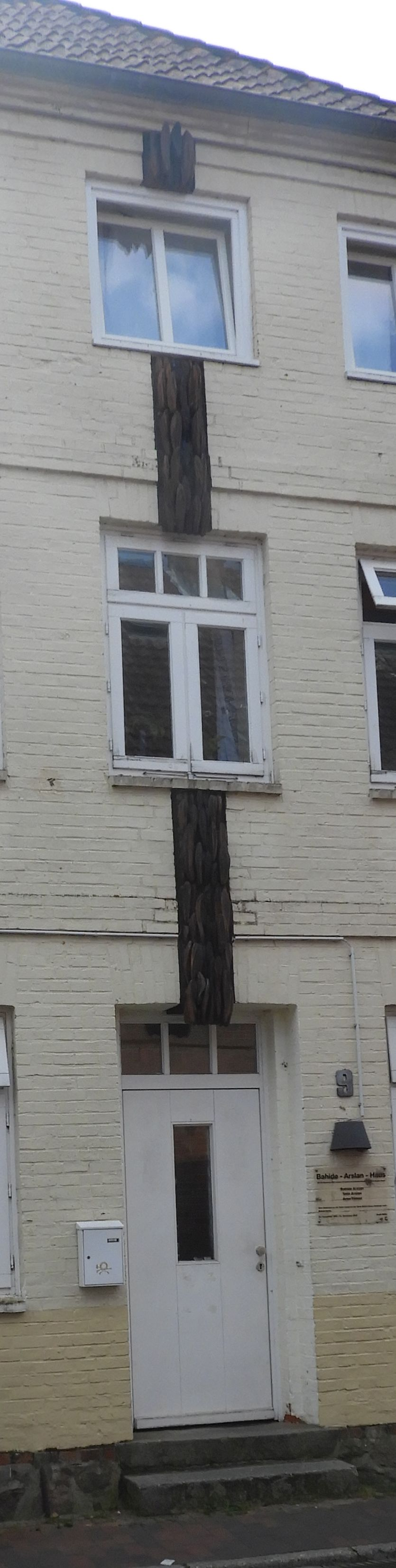
Das Brandhaus in der Mühlenstraße 9

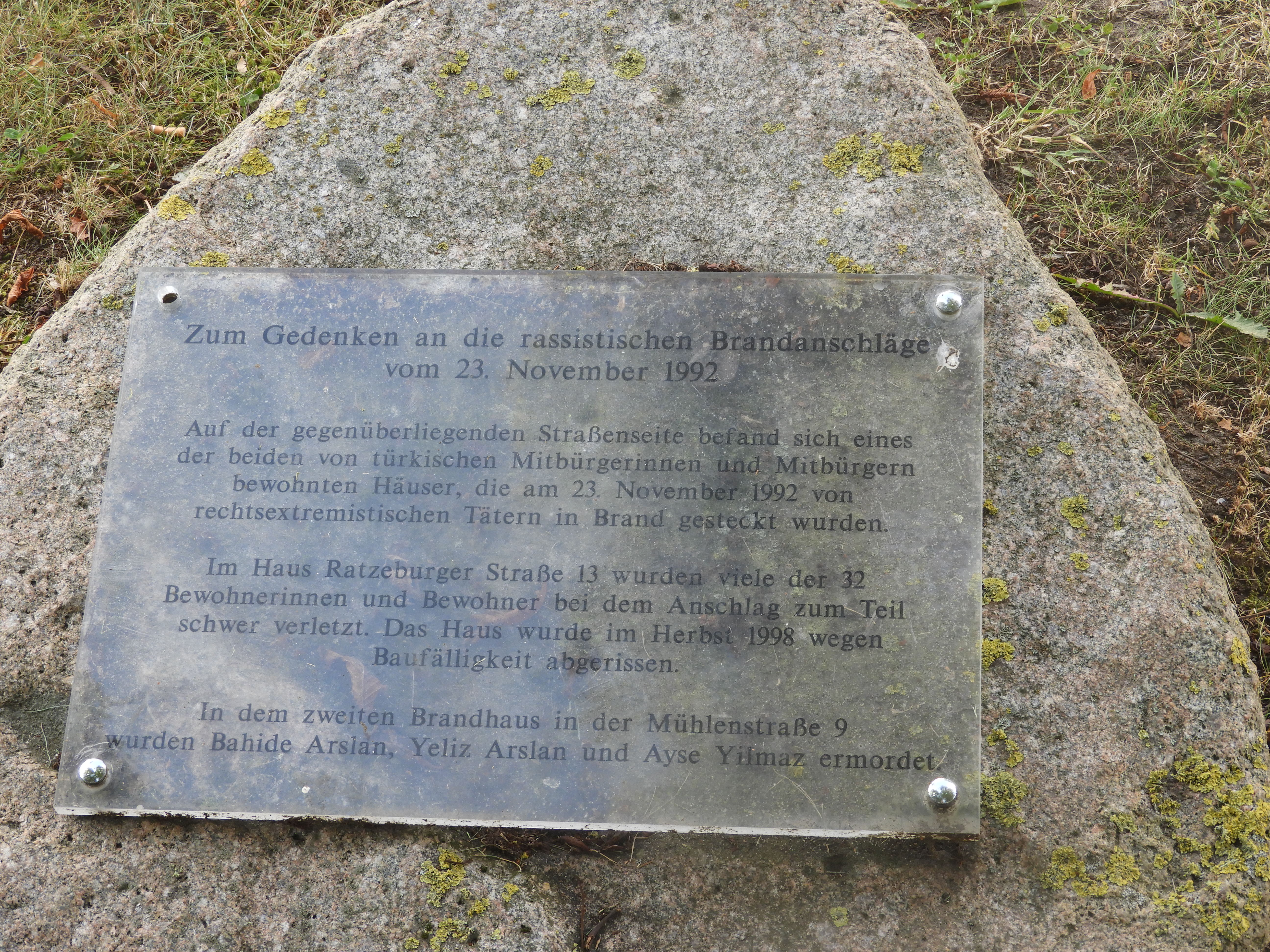
Gedenkstein Ratzeburger Straße 13

Die zwei Neonazis Michael Peters und Lars Christiansen warfen zunächst gegen 0:30 Uhr zwei Molotowcocktails in das Obergeschoss eines zweistöckigen Fachwerkhauses mit 32 türkischstämmigen Bewohnern in der Ratzeburger Straße 13. Alle Bewohner konnten sich vor dem ausbrechenden Feuer retten, zum Teil, indem sie aus den Fenstern sprangen oder sich mit Betttüchern abseilten. Dabei gab es mehrere Verletzte. Die Täter riefen unmittelbar anschließend anonym bei der Polizei in Mölln an und erklärten: „In der Ratzeburger Straße brennt ein Haus! Heil Hitler!“ Danach warfen sie kurz nach 1 Uhr einen Molotowcocktail in den Eingangsbereich des Hauses Mühlenstraße 9, eines von der türkischen Familie Arslan bewohnten dreigeschossigen Backsteinhaus. Auch hier gab es kurz darauf einen anonymen Anruf bei der Freiwilligen Feuerwehr Mölln mit den Worten: „In der Mühlenstraße brennt es! Heil Hitler!“ Durch den Kamineffekt im hölzernen Treppenhaus breitete sich das Feuer sehr schnell aus, so dass es keine Fluchtmöglichkeit mehr über die Treppe gab. Die beiden Mädchen Yeliz Arslan und Ayşe Yılmaz sowie ihre Großmutter Bahide Arslan kamen in den Flammen um; weitere Familienmitglieder wurden beim Sprung aus den Fenstern schwer verletzt. Die gegen 1:30 Uhr am Brandort eintreffende Feuerwehr konnte weitere Bewohner retten.
Die Notruf-Fangschaltung führte nicht zu den Anrufern; ein neunjähriges Mädchen hatte jedoch aus einem gegenüberliegenden Haus den Anschlag in der Mühlenstraße beobachtet und konnte die Täter und ihr Fahrzeug beschreiben. Daraufhin wurde Christiansen festgenommen; Peters war bereits am 24. November 1992 wegen des Verdachts der Beteiligung an früheren fremdenfeindlichen Brandanschlägen festgenommen worden. Die zwei als Neonazis bekannten Männer gestanden im Polizeiverhör, widerriefen die Geständnisse später aber im Prozess.

## Opfer
Die 51-jährige Bahide Arslan hatte als junge Frau gemeinsam mit ihrem acht Jahre älteren Mann als Bauern in Çarşamba am Schwarzen Meer gelebt. 1967 folgte sie alleine einer Anwerbung in Deutschland, bis sie soviel Geld verdient hatte, dass 1967, nach anderen Quellen erst 1970, auch ihr Mann und ihre drei Söhne nach Deutschland kommen konnten.
Nachdem ihre erste deutsche Wohnung in einem „Gastarbeiterheim“ abgebrannt war, zog die Familie 1974, nach anderen Quellen 1976, in das Haus in der Mühlenstraße 9. In Deutschland bekam die Familie noch eine Tochter. Bahide Arslan wurde als Oberhaupt der Familie beschrieben. Sie arbeitete in Gastronomiebetrieben sowie als Erntehelferin auf Erdbeerfeldern, zeitweise betätigte sie sich als Kleinunternehmerin z. B. mit einem Gemüsestand, einem Kebab-Imbiss und einer Gaststätte. Bahides Mann war als Fabrikarbeiter in den Möllner Textilwerken tätig.
Zum Zeitpunkt des Anschlags befanden sich zehn Menschen im Gebäude, darunter fünf Kinder. Alle Opfer wurden im Schlaf vom Feuer überrascht. Bahide Arslans 60-jähriger Ehemann Nazim konnte sich mit einem Betttuch abseilen, ihre 84-jährige Mutter wurde von der Feuerwehr gerettet. Bahide Arslan wurde im Flur des Hauses bewusstlos, als sie ihre Enkelkinder retten wollte, und verbrannte. Ihre beiden Schwiegertöchter Hava und Ayten, deren Ehemänner sich in der Tatnacht nicht im Haus befanden, sprangen mit ihren kleinsten Kindern aus den Fenstern und erlitten schwere Knochenbrüche. Bahides zehnjährige Enkelin Yeliz Arslan und deren vierzehnjährige Cousine Ayşe Yılmaz aus Epçeli bei Çarşamba, die bei Familie Arslan zu Besuch war, hatten sich unter ihren Bettdecken verkrochen. Yeliz wurde noch lebend aus dem Gebäude gerettet, starb jedoch wenige Minuten später; Ayşe Yılmaz soll nach Aussagen von Augenzeugen bei der mit einer Leiter erfolgten Rettung den Feuerwehrleuten aus den Händen geglitten sein, was von der Feuerwehr aber bestritten wurde. Yeliz’ siebenjähriger Bruder Ibrahim überlebte, von seiner Großmutter in ein nasses Bettlaken gewickelt, in der Küche. Alle Todesopfer starben an schweren Rauchvergiftungen und Brandwunden. Sie wurden in Çarşamba bestattet.

## Verurteilung
Das Schleswig-Holsteinische Oberlandesgericht verurteilte die Täter am 8. Dezember 1993 wegen dreifachen Mordes in Tateinheit mit versuchtem Mord an sieben Menschen. Der 19-jährige Lars Christiansen wurde zu zehn Jahren Jugendstrafe, der 25-jährige Michael Peters zu lebenslanger Freiheitsstrafe verurteilt. Die Brandstifter sind inzwischen beide wieder auf freiem Fuß. Lars Christiansen wurde nach siebeneinhalb Jahren entlassen, Michael Peters kam im November 2007 frei – fast auf den Tag genau 15 Jahre nach den Brandanschlägen von Mölln. Lars Christiansen bestreitet seine Beteiligung an der Tat.

## Öffentliche Reaktionen

### Demonstrationen, Lichterketten
In den Tagen und Wochen nach dem Anschlag fanden überall in Deutschland spontane Großdemonstrationen gegen Rassismus und Fremdenfeindlichkeit statt. Am 6. Dezember 1992 nahmen mehr als 400.000 Menschen an der Münchner Lichterkette teil, auf die zahlreiche weitere Lichterketten unter anderem in Hamburg, Nürnberg, Essen und Leipzig mit hunderttausenden Teilnehmern folgten. 

### Helmut Kohl, Dieter Vogel und der „Beileidstourismus“
Bei der Trauerfeier für die Opfer von Mölln in Hamburg wurde die Bundesregierung durch Außenminister Klaus Kinkel und Arbeitsminister Norbert Blüm vertreten. Bundeskanzler Helmut Kohl nahm zu dieser Zeit am Landesparteitag der Berliner CDU teil. Als in der Bundespressekonferenz am 27. November 1992 gefragt wurde, warum der Bundeskanzler nicht bei der Trauerfeier anwesend war, erklärte Kohls Sprecher Dieter Vogel unter anderem, die Bundesregierung wolle nicht in einen „Beileidstourismus“ verfallen. Diese vielfach kritisierte Äußerung gab Anlass zu einer Kleinen Anfrage der Gruppe der PDS/Linke Liste im Bundestag an die Bundesregierung; der Begriff „Beileidstourismus“ war Kandidat zum Unwort des Jahres 1992 der Gesellschaft für deutsche Sprache (GfdS) und kam in die engere Auswahl.

### Gedenken
Bereits am 22. März 1993 erhielt im Kölner Stadtteil Bickendorf eine Straße in der Nähe des Westfriedhofs den Namen Bahide-Arslan-Straße. Seit 1997 gibt es im Kieler Stadtteil Gaarden-Ost den Bahide-Arslan-Platz. Und 2014 wurde in Mölln ein schmaler Gang, der unmittelbar neben dem damaligen Wohnhaus von Bahide Arslan vorbei zum Kurpark führt, in Bahide-Arslan-Gang umbenannt.
Der Sänger Wolfgang Petry nahm 1993 zusammen mit weiteren Künstlern (u. a. Wencke Myhre, Karel Gott, Bernhard Brink und Kristina Bach) nach dem Vorbild von Band Aid unter dem Namen Mut zur Menschlichkeit den Titel Wer die Augen schließt (wird nie die Wahrheit seh’n) auf, der sich inhaltlich gegen Ausländerfeindlichkeit und Rassismus richtet. Der Erlös aus dem Verkauf der Tonträger ging vollständig an Opfer rechtsextremer Gewalt.
In dem Song Das bisschen Totschlag (1994) verarbeitet die Band Die Goldenen Zitronen die rechtsextremen Ausschreitungen der Jahre 1992/93 und stellt dar, wie die deutsche Bevölkerung und Regierung darauf reagierten.
In Mölln findet jährlich am Jahrestag des Anschlags eine von der Stadt organisierte Gedenkveranstaltung statt. An dieser Form des Gedenkens wird allerdings auch Kritik geäußert. Ibrahim Arslan, der als Siebenjähriger den Anschlag überlebte, weil seine Großmutter Bahide Arslan ihn in dem brennenden Haus mit feuchten Tüchern umwickelte, kritisiert, er und seine Familie seien nur Gäste bei diesem Gedenken und stünden als direkt Betroffene nicht im Zentrum. Er habe sich bei diesen Veranstaltungen eher als Statist gefühlt. Für ein selbstbestimmtes Gedenken initiierte er gemeinsam mit dem Freundeskreis im Gedenken an die rassistischen Brandanschläge von Mölln 1992 unter dem Motto reclaim and remember die „Möllner Rede im Exil“. Diese ist nicht Bestandteil der offiziellen Gedenkfeiern und findet seit 2013 um den Jahrestag des Anschlags in unterschiedlichen Städten statt. Ziel ist es, aktuellen Rassismus und Neonazismus zu thematisieren. „Gedenken kann nicht an den Interessen der Überlebenden vorbei gestaltet werden. Wir sind die Hauptzeugen des Geschehenen. Auch 21 Jahre nach dem rassistischen Brandanschlag von Mölln gilt: Die Erinnerung zurück zu erkämpfen. Reclaim and remember. Jetzt erst recht“, so Ibrahim Arslan bei der ersten Möllner Rede im Exil. Später hielt er auch Vorträge in Schulen und nahm Kontakt zu Angehörigen von Opfern anderer rassistischer Morde auf, um die Aufklärungs- und Beratungsarbeit auszubauen.

### Dokumentarfilme
Malou Berlins Dokumentarfilm Nach dem Brand aus dem Jahr 2012 behandelt das spätere Schicksal der Familie Arslan.
2025 wird der Dokumentarfilm Die Möllner Briefe der Regisseurin Martina Priessner auf 75. Berlinale in der Sektion Panorama seine Premiere feiern. Es geht um İbrahim Arslan, einen Überlebenden des Anschlags.

### Theater
Am 8. April 2022 wurde auf der städtischen Bühne Depot 2 in Köln-Mülheim das Theaterstück Mölln 92/22 von Nuran David Calis uraufgeführt, das sich „mittels Gesprächen und Interviews der Geschichte der Familie Arslan und Yılmaz“ widmet.

### Beileidsbekundungen
Nach dem Bekanntwerden der Tat gab es zahlreiche briefliche Beileidsbekundungen für die Familie Arslan. Rund 300 dieser Briefe, die an die Adresse einer Teestube in der Möllner Seestraße geschickt wurden, wurden von dort an die Stadt Mölln weitergeleitet. Dort gingen sie zunächst ans Ordnungs- und Sozialamt und von dort ans Stadtarchiv. 1993 erstellte die Stadtverwaltung daraus eine Zusammenstellung für die Presse. In der Folgezeit kamen noch etwa 500 weitere Briefe bei der Teestube an, die ebenfalls bei der Stadt landeten. Laut einem Artikel der taz aus dem Jahr 2020 seien die Briefe zwar öffentlich einsehbar gewesen, aber nicht an die Familie Arslan weitergeleitet worden. Einzig Beileidsbekundungen seien, sofern dies im Brief ausdrücklich gewünscht wurde, der Familie übermittelt worden. So habe die Familie erst 2019 durch einen Zufall von der Existenz dieser Briefe erfahren: Eine Studentin sei im Rahmen einer wissenschaftlichen Arbeit durch einen Archivar auf die Briefe aufmerksam gemacht worden und habe daraufhin Ibrahim Arslan informiert. Erst auf die anschließende Anfrage durch Ibrahim Arslan hin händigte die Stadt die Briefe an ihn aus.